# Лазар Бернар

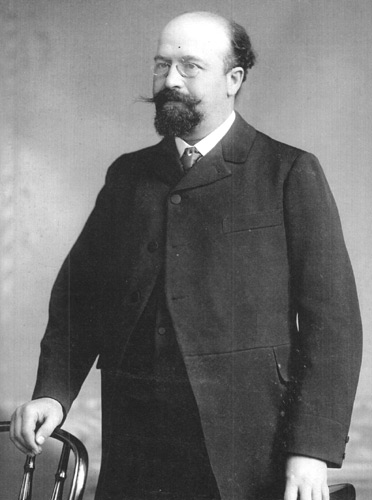

Лазар Бернар (1865, Нім, Франція — 1903, Париж, Франція) — французький публіцист і громадський діяч єврейського походження.

## Життєпис
Народився в родині заможного єврейського торговця. Після закінчення ліцею в Німі в 1886 році приїхав до Парижу і вступив в Ecole des Chartes.
Перші твори друкувалися в газетах Evénement, Echo de Paris і журналі Revue Blanche. Згодом були випущені окремими збірками «Le miroir des legendes», «La porte d'ivoire» і «Les porteurs de torches» і мали успіх.
На початку своєї літературної діяльності виступав на захист французьких євреїв від нападок антисемітів. При цьому вважав євреїв Заходу емансипованими, а євреїв Східної Європи зіпсованими укладом життя.
Згодом доводив, що ідеали єврейського народу відповідають прагненням передової частини сучасного людства, в тому числі, пролетаріату.
У книзі «Антисемітизм, його історія та причини» виклав свої погляди про майбутнє антисемітизму. Головною причиною ворожого ставлення до євреїв вбачав в почутті відрази до іноземців, властиву європейським народам та відособленості євреїв.